# Rudolf Tappenbeck

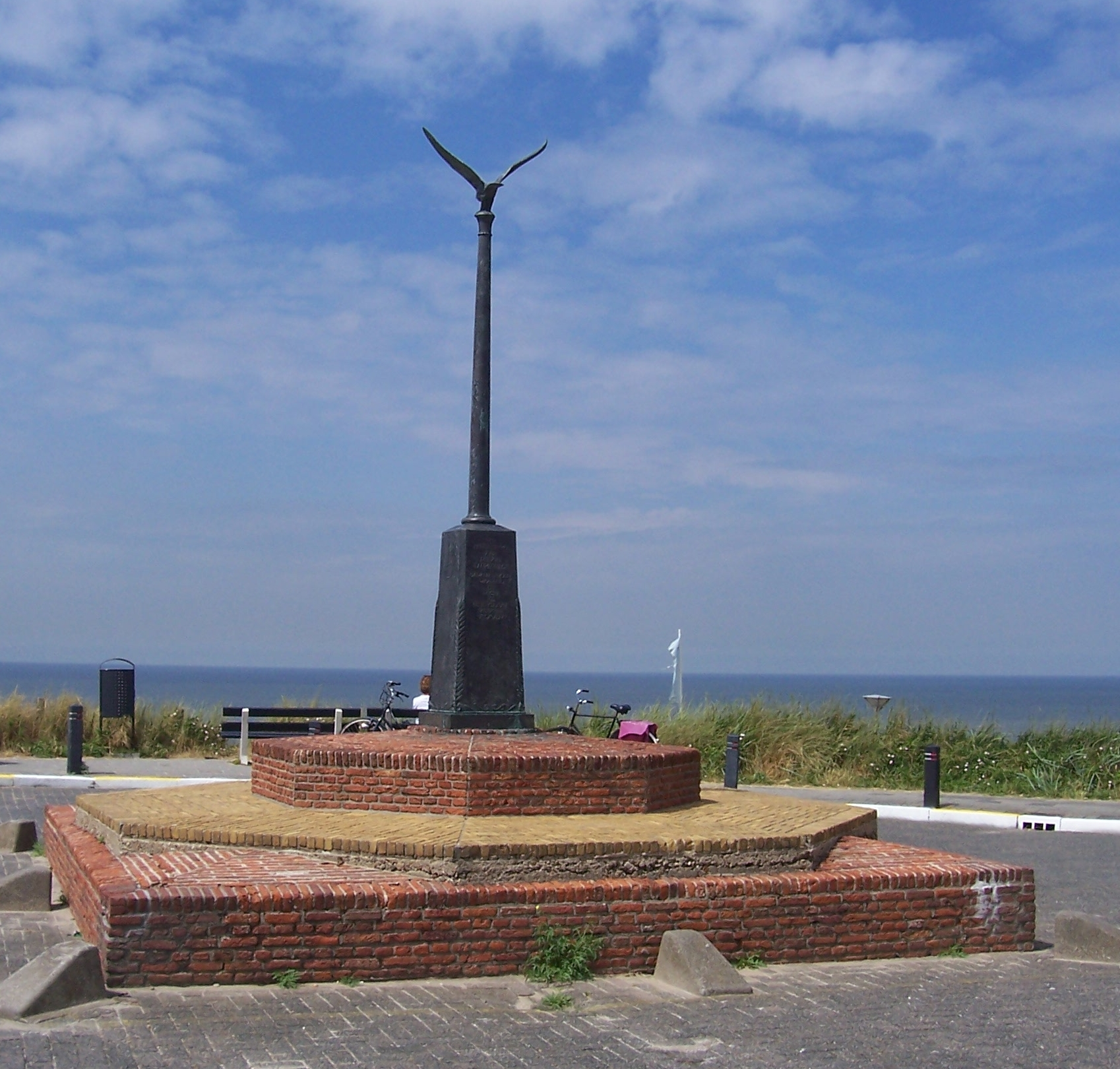
Tappenbeck-monument of Bevrijdingsmonument aan de Koningin Astridboulevard

Rudolf Tappenbeck (Noordwijk, 28 oktober 1898 - Hamburg/Neuengamme, 21 december 1944) was een Nederlands ondernemer, radio-pionier en verzetsstrijder. Hij was mede-directeur van Huis ter Duin en zette zich sterk in voor het bevorderen van het toerisme. Zo ontwierp hij het logo van de badplaats met een lokkend visje.
Rudolf volgde het gymnasium in Oldenburg en ging hierna kunstgeschiedenis studeren in Berlijn. Daarna volgde hij een ingenieursstudie in Zürich en studeerde hij rechten in Leiden. Hij was geïnteresseerd in techniek en ook betrokken bij de eerste radioverbinding met de Verenigde Staten. Deze verbinding kwam tot stand op de nacht van 26 op 27 december 1923 in het huis van radiozendamateur Henk Jesse. Er werd gebruikgemaakt van een 100 watt zender met een golflengte van 110 m (=2,7 MHz). Hij was ook fotograaf en een aantal van zijn werken zijn door zijn dochter geschonken aan het Genootschap Oud Noordwijk. Ook was hij een verwoed zweef- en motorvlieger.
Tijdens de Tweede Wereldoorlog was hij actief in het verzet tegen de Duitsers. Hij was geen lid van een Noordwijkse verzetsgroep, maar verstrekte wel financiële hulp aan illegale groeperingen, zoals Trouw, Vrij Nederland en Je Maintiendrai en verleende medewerking aan de verzorging van onderduikers. 
Na verraad werd hij op 20 mei 1944 opgepakt en ging via de gevangenis van Scheveningen (Oranjehotel) en kamp Vught naar het Duitse concentratiekamp Neuengamme bij Hamburg. Daar overleed hij op 21 december 1944. Het hotel werd in 1962 door de familie Tappenbeck verkocht. Wolfgang Tappenbeck was de laatste leidinggevende van het hotel uit het geslacht Tappenbeck.

## Monument
Ter nagedachtenis aan hem staat aan de zuidzijde van de Koningin Astridboulevard een bronzen pilaar, bekroond met een vogel die zijn vleugels spreid. De vogel staat symbool voor vrijheid en vrede. Het Bevrijdingsmonument is gemaakt door beeldhouwer en graficus Oswald Wenckebach en werd op 25 september 1948 door Peter Tappenbeck, de zoon van Rudolf Tappenbeck, onthuld.

## Trivia
- Ook is een straat in Noordwijk naar hem vernoemd, de Rudolf Tappenbeckweg.